# 竹田警察署
竹田警察署（たけたけいさつしょ）は、大分県警察が管轄する警察署の一つである。

## 組織・交番・駐在所
○組織
・総務会計課
・地域交通課
・刑事生活安全課
・警備課

○交番・駐在所
- 竹田駅前交番 - 竹田市大字会々2330
- 城原警察官駐在所 - 竹田市大字米納1145
- 宮城警察官駐在所 - 竹田市大字炭竃695-5
- 七ッ森警察官駐在所 - 竹田市大字菅生1112-1
- 宮砥警察官駐在所 - 竹田市大字次倉4427-1
- 荻警察官駐在所 - 竹田市荻町馬場437-1
- 久住警察官駐在所 - 竹田市久住町大字久住6145-1
- 白丹警察官駐在所 - 竹田市久住町大字白丹4478-9
- 都野警察官駐在所 - 竹田市久住町大字栢木5801-50
- 直入警察官駐在所 - 竹田市直入町大字長湯8180-2

## アクセス
- JR九州豊肥本線 豊後竹田駅から徒歩約12分